# Funció de recompte de nombres primers

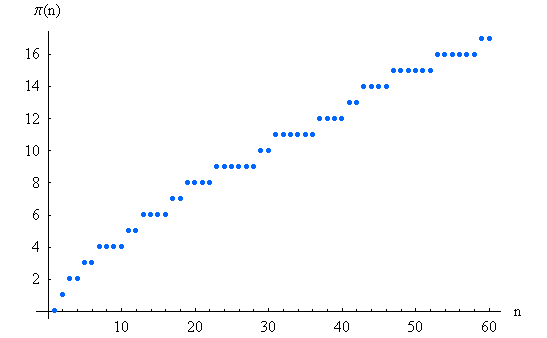
Funció de recompte de nombres primers fins a n = 60.

La funció de recompte de nombres primers és la funció {\displaystyle \pi (x)} que, per un a nombre real {\displaystyle x} donat compta la quantitat de nombres primers menors o iguals que {\displaystyle x} (i sempre es denota així, encara que no té res a veure amb el nombre {\displaystyle \pi }). És una funció que no és contínua, ja que és esglaonada, com es pot comprovar fàcilment:
{\displaystyle \pi }(1) = 0 (no hi ha primers ≤ 1)
{\displaystyle \pi }(2) = 1 (l'únic primer ≤ 2 és el 2)
{\displaystyle \pi }(3) = 2 (els primers ≤ 3 són 2 i 3)
{\displaystyle \pi }(4) = 2 (id.)
{\displaystyle \pi }(5) = 3 (els primers ≤ 5 són 2, 3 i 5)
...
{\displaystyle \pi }(10) = 4 (els primers ≤ 10 són 2, 3, 5 i 7)
...

## Teorema dels nombres primers
Un dels resultats més importants de la teoria de nombres és que el valor de {\displaystyle \pi (x)} s'aproxima asimptòticament al de {\displaystyle x/\ln x} quan {\displaystyle x} tendeix a infinit. És a dir:
{\displaystyle \pi (x)\sim {\frac {x}{\ln x}}}
Cal notar que això no significa que la diferència entre {\displaystyle \pi (x)} i {\displaystyle x/\ln x} s'aproximi a zero (de fet no ho fa) sinó que el seu quocient s'aproxima a 1. Però l'error relatiu que es comet quan es pren {\displaystyle x/\ln x} en lloc de {\displaystyle \pi (x)}, sí que s'aproxima a zero quan {\displaystyle x\to \infty }. Aquest resultat, conjecturat per primera vegada per Gauss, s'anomena teorema dels nombres primers. Després de molts intents de demostració, els matemàtics Jacques Hadamard i Charles Jean de la Vallée-Poussin n'aconseguiren, independentment, una demostració definitiva.
Si reexpressem la relació anterior com
{\displaystyle {\frac {\pi (x)}{x}}\sim {\frac {1}{\ln x}}}
la podem interpretar com que la densitat mitjana de nombres primers dins dels nombres enters es fa cada cop més petita, i s'aproxima a {\displaystyle 1/\ln x} a mesura que {\displaystyle x} augmenta.